# Jan VII. ze Šlejnic
Jan VII. ze Šlejnic (německy Johann VII. von Schleinitz, * kolem roku 1470 – 13. října 1537 Stolpen) byl německý šlechtic z rodu Šlejniců. Působil jako římskokatolický duchovní, v letech 1518 až 1537 vykonával úřad biskupa míšeňského.

## Život

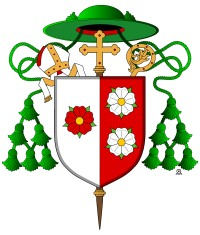
Biskupská podoba rodového erbu Šlejniců

Jan IV. pocházel z veldlejší ragewitzké linie rodu pánů ze Šlejnic. Jeho otcem byl vévodský saský rada Jiří ze Šlejnic, matkou Maria, rozená z Maltitz.
Od roku 1499 byl kantorem míšeňské katedrály a kanovníkem v Naumburgu. V roce 1518 byl zvolen biskupem v Míšni jako Jan VII. Byl zapřisáhlým odpůrcem Martina Luthera a spolu s vévodou Jiřím Bradatým nechal kazatele pronásledovat.
Biskup Jan VII. ze Šlejnic zemřel dne 13. října 1537 ve Stolpenu a byl pohřben v míšeňské katedrále, kde se nachází náhrobní deska. Jeho epitaf se dochoval na kresbě datované kolem roku 1750. Náhrobek má podobu pískovcové desky zdobené kováním, ústředním motivem je jeho čtvrcený biskupský znak, na němž se střídá znak biskupství s rodovým erbem.